# Northern Star (песня)
«Northern Star» — второй сингл британской певцы Мелани Си с дебютного альбома «Northern Star».

## История
Сингл был выпущен в конце ноября 1999 года, и ему удалось повторить успех предыдущего сингла «Goin' Down», достигнув 4 позиции в UK Singles Chart. Это был третий сингл Melanie C, который попал в лучшую пятёрку в чарте Великобритании. В этой стране сингл разошёлся тиражом в более чем 200 тыс. копий («золотой» статус), став 98-м в сотне самых продаваемых синглов 1999 года в Великобритании.
Сингл «Northern Star» достиг 4-го места в Италии и 7-го в Швеции. В других странах результаты были скромнее.

## Формат и трек-лист
UK CD1 / Australian CD
1. «Northern Star» (Single Version) — 4:08
2. «Follow Me» — 4:47
3. «Northern Star» (Full Version) — 5:31
4. «Northern Star» (Music Video)

UK CD2
1. «Northern Star» (Single Version) — 4:08
2. «Northern Star» (Acoustic Version) — 2:53
3. «Something’s Gonna Happen» — 3:59

UK Cassette
1. «Northern Star» (Single Version) — 4:08
2. «Follow Me» — 4:47
3. «Northern Star» (Full Version) — 5:31

## Официальные Версии
- «Northern Star» (Album Version) — 4:41
- «Northern Star» (Single Version) — 4:08
- «Northern Star» (Acoustic Version) — 2:53
- «Northern Star» (Full Version) — 5:31

## Чарты
| Чарт (1999–2000)                           | Пик позиция |
| ------------------------------------------ | ----------- |
| Австралия (ARIA)                           | 82          |
| Бельгия/Фландрия (Ultratip Bubbling Under) | 9           |
| Европа(Eurochart Hot 100)                  | 31          |
| Финляндия (Suomen virallinen lista)        | 16          |
| Германия (GfK)                             | 50          |
| Исландия (Íslenski Listinn Topp 40)        | 22          |
| Италия                                     | 17          |
| Шотландия (OCC Scotland)                   | 5           |
| Швеция (Sverigetopplistan)                 | 7           |
| Швейцария (Schweizer Hitparade)            | 75          |
| Великобритания (OCC UK Singles)            | 4           |

| Чарт (1999)                | Позиция |
| -------------------------- | ------- |
| Швеция (Sverigetopplistan) | 80      |

## Сертификации
| Регион                                                      | Сертификация | Продажи |
| ----------------------------------------------------------- | ------------ | ------- |
| Швеция (GLF)                                                | Золотой      | 15 000^ |
| Великобритания (BPI)                                        | Серебряный   | 216,000 |
| ^ Данные о тиражах приведены только на основе сертификации. |              |         |